# Hulda

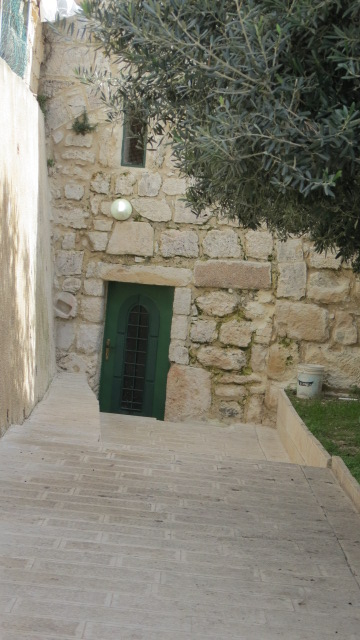
Sepultura da Profetisa Hulda, Monte das Oliveiras, Jerusalém, Israel

Hulda (em hebraico: חֻלְדָּה‎, moderno: Ḥuldā; em amárico: ሁልዳ, "Doninha") foi uma profetisa contemporânea de Jeremias, e mulher de Salum, o filho de Ticvá, e habitava a "segunda parte de Jerusalém" ou o "segundo distrito". Conforme sublinham alguns pesquisadores, o rei Josias, deixou de consultar grandes profetas de seu tempo, como Sofonias e Jeremias (II Jeremias 1:2) para recorrer à profetisa Hulda.